# Anarho pank
Anarho pank je deo pank potkulture koji se sastoji od bendova, grupa i individualaca koji podržavaju anarhističke ideje.

## Termin
Iako svi pankeri ne podržavaju ideju anarhizma, on je igrao važnu ulogu u razvoju panka, kao što je i pank uticao na moderni izraz anarhizma. Termin anarho pank se ponekad koristi isključivo za bendove koji su bili deo prvog anarho-pank pokreta u Ujedinjenom Kraljevstvu kasnih 1970-ih i 1980-ih, kao što su  i .
U širem smislu termin se koristi za sve bendove koji pišu pesme s anarhističkom temom. Ova šira definicija uključuje crust pank bendove kao što je Nausea, d-beat bendove kao što je Discharge, američke hardkor pank bendove kao što je MDC, folk pank bendove kao što je This Bike is a Pipe Bomb i bendove iz ostalih podžanrova.

## Istorija
Veliko zanimanje za anarhizam pojavilo se 1970-ih u Velikoj Britaniji, uporedno sa rođenjem pank roka. Ponajviše zbog uticaja Seks pistolsa, čiji se prvi singl zvao Anarchy in the UK. Rani pank bendovi su koristili anarhizam samo kao nešto čime mogu šokirati, dok je bend Crass prvi koji je u potpunosti prihvatio ideje anarhizma i pacifizma. Koncept anarho panka su ubrzo prihvatili i drugi bendovi kao što su  i .
Kroz 1980e dva nova podžanra su se razvila iz anarho punka: crust pank i d-beat. Crust pank je miješao anarho pank sa metalom i predvodili su ga bendovi kao što su  i .
D-beat je bio brži i brutalniji oblik pank muzike koji su stvorili bendovi kao što su Discharge i The Varukers. Paralelno s nastankom ovih podžanrova mnogi američki hardkor pank bendovi su preuzimali anarho pank ideologiju, uključujući MDC i Reagan Youth.

## Literatura
- Geoff Eley - "Do It Yourself Politics (DIY)", Forging Democracy: The History of the Left in Europe, 1850-2000, chapter 27: "The Center and the Margins: Decline or Renewal?." Oxford University Press. 2002.  978-0-19-504479-9. стр. 476-481..
- Ian Glasper - The Day the Country Died: A History of Anarcho Punk 1980 to 1984 (Cherry Red publishing, 2006  978-1-901447-70-5)
- Craig O'Hara - Philosophy of Punk: More Than Noise (AK Press, 1999  978-1-873176-16-0)
- George Berger - The Story of Crass (London: Omnibus Press 2006,  978-1-84609-402-6)